# Linh dương đen lớn
Linh dương đen lớn hay còn gọi đơn giản là linh dương đen (Danh pháp khoa học: Hippotragus niger variani) là một phân loài của loài Linh dương đen Đông Phi phân bố ở trung bộ Angola được phân loại là loài cực kỳ nguy cấp. Chúng cũng được biết đến trong tiếng Bồ Đào Nha là Palanca-negra-gigante có nghĩa là một con vật to lớn, đây là phân loài quý hiếm của linh dương đen bản địa và loài đặc hữu của khu vực giữa sông Cuango và sông Luando ở Angola.
Có một mức độ lớn của sự không chắc chắn về số lượng các loài động vật này sống sót trong cuộc nội chiến Angola. Vào tháng 01 năm 2004, một nhóm nghiên cứu đến từ Centro de Estudos e Investigação CIENTIFICA của Đại học Công giáo Angola, dẫn đầu bởi Tiến sĩ Pedro Vaz Pinto, đã có thể có được bằng chứng hình ảnh của một trong các đàn gia súc còn lại từ một loạt các máy bẫy ảnh (camera trap) được cài đặt trong các Vườn quốc gia Cangandala, phía nam Malanje.

## Mô tả
Các con linh dương đực cân nặng trung bình khoảng 238 kg (525 lb) với chiều cao từ 116–142 cm (46–56 in). Con cái nặng 220 kg và là hơi ngắn hơn so với con đực. Cả hai giới đều có sừng, có thể đạt 1,5 mét về chiều dài. Con đực và con cái rất giống nhau về ngoại hình cho đến khi chúng đạt được ba tuổi, khi những con đực trở nên tối màu hơn và phát triển những chiếc sừng hùng vĩ của chúng. Linh dương đen có sừng cong về phía sau, sừng con cái có thể đạt được trung bình một mét, nhưng ở con đực dài đến 1,1 mét. Những chiếc sừng của con cái thì lớn và cong hơn ở con đực, đạt chiều dài 81–165 cm (32–65 in), trong khi sừng con cái chỉ từ 61–102 cm (24–40 in) về chiều dài.
Màu sắc tổng thể của con đực là màu đen, trong khi con cái và con non thì có màu hạt dẻ, ngoại trừ những cá thể trong quần thể phía nam, nơi con cái chuyển sang màu nâu đen. Hầu hết các loài linh dương đen đều có một vệt có hình màu trắng ở chân mày, Rostra của chúng được phân thành các sọc ở hai bên má, và bụng và các bản vá lỗi cuối thân thì có màu trắng. Những con non dưới hai tháng tuổi thường là màu nâu nhạt và có những mảng nhỏ. Chúng có một chỏm lông xù xì trên mặt sau cổ. Tuổi thọ của Linh dương đen có thể lên đến 18 năm trong tự nhiên.

## Tập tính
Giống như tất cả các loài linh dương khác, những con linh dương đen lớn là khá nhút nhát trong môi trường thiên nhiên, đây chính là tập tính chung của những con linh dương cho dù kích cỡ có lớn, nhưng chúng cũng có thể rất hung hăng. Con đực có thể đặc biệt nguy hiểm khi bị tổn thương hay khi bị tấn công hoặc tiếp cận. Trong những trận đánh, con đực tránh được một số chấn thương nghiêm trọng bởi phương pháp quỳ xuống trên chân trước của chúng, và tham gia trong chiến đấu đấu vật bằng sừng ghì vào nhau. Tử vong trong các cuộc chiến đấu nhìn chung là rất hiếm.
Trong tự nhiên, chúng cũng có những thiên địch nhất định, là con mồi của nhiều kẻ ăn thịt. Những con chưa thành niên, còn non thường bị săn đuổi bởi loài báo hoa mai và linh cẩu, trong khi những con đực trưởng thành chỉ bị đe dọa bởi sư tử và cá sấu là những động vật ăn thịt to lớn và hung dữ. Khi giật mình, linh dương đen lớn thường chạy với chỉ một khoảng cách ngắn trước khi chạy chậm lại và ngoái nhìn lại. Tuy nhiên, khi chúng đang bị theo đuổi, chúng có thể chạy ở tốc độ lên đến 35 mph trong một khoảng cách đáng kể. 

## Môi trường sống
Các linh dương đen lớn sống trong những khu rừng gần nguồn nước, nơi lá và mầm cây luôn ngon ngọt và phong phú. Nó là một loài nguy cơ tuyệt chủng và chúng đã được bảo vệ ở các công viên tự nhiên, việc săn bắt chúng là hành vi bị cấm. Thông thường, linh dương đen lớn là loài chuyên biệt về ăn thực vật, chúng chuyên ăn lá và rau thơm, đặc biệt là những loài cây đang phát triển trên gò mối. Một trong những lý do cho sự suy giảm số lượng của loài linh dương này có thể là kiểu ăn uống cầu kì và rất kén ăn của loài động vật này. Thông thường, chúng sẽ ăn lá cây, điều làm tăng lên đến 90% chế độ ăn uống của chúng, ở các độ cao 40–140 mm (1,6-5,5 in) từ mặt đất, và chúng chỉ ăn lá.

## Trong văn hóa
Những con linh dương đen lớn là biểu tượng quốc gia của Angola, và được tổ chức và nhận được sự quan tâm rất lớn của người dân xứ này. Đây có lẽ là một trong những lý do các động vật sống sót sau cuộc nội chiến dài. Linh dương đen lớn có ý nghĩa to lớn trong văn hóa của Angola. Trong thần thoại châu Phi, giống như những con linh dương khác, chúng tượng trưng cho sự lanh lẹ, tốc độ, vẻ đẹp và độ sắc nét hình ảnh với thân thể săn chắc. 

Là một biểu tượng quốc gia của Angola và được miêu tả trên nhiều tem, tiền giấy, và thậm chí cả hộ chiếu của quốc gia này. Đội tuyển bóng đá quốc gia Angola được trìu mến gọi là Palancas Negras trong nghĩa danh dự của loài linh dương. Linh vật của giải đấu Cúp bóng đá châu Phi 2010 có tên Palanquinha. Đây là hình ảnh cách điệu của loài Linh dương đen lớn, một loài vật có giá trị và biểu tượng quốc gia ở Angola vì tại Angola, chúng chỉ sống trong Vườn quốc gia Cangandala ở tỉnh Malange. Các con linh dương đen lớn được đánh giá là có nguy cơ tuyệt chủng nghiêm trọng và đưa vào Danh sách đỏ IUCN về các loài bị đe dọa. Mẫu vật nhồi bông của chúng đã được đặt tại Bảo tàng Lịch sử tự nhiên, thành phố New York.